# 刘成良
刘成良，上海交通大学讲席教授，长江学者奖励计划特聘教授，主要研究方向为机器健康与智能运维、流体传动及智能控制、农业装备智能控制与农业机器人。刘成良还担任上海交通大学机械与动力工程学院机电控制研究所所长、上海智能制造研究院副院长，也曾担任中国国家“十二五”863计划智能机器人主题专家组成员、中国国家“十三五”智能机器人重点专项总体专家组副组长等职务。  